# 前川祐一
前川 祐一（まえかわ ゆういち、1926年6月14日 - 2001年8月31日）は、英文学者。東京府生まれ、父はフランス文学者の前川堅市。東京大学文学部英文学科卒業。1991年まで立教大学教授、その後中京大学教授。
ウォルター・ペイターなど19世紀イギリス文学を専攻。アーサー・シモンズ『象徴主義の文学運動』（岩野泡鳴が初訳）を訳している。

## 著書
- マックス・ビアボウム あるダンディの軌跡 英潮社 1978
- ダンディズムの世界 イギリス世紀末 晶文社 1990.1
- イギリスのデカダンス 綱渡りの詩人たち 晶文社 1995.12
- ウォルター・ペイター 精神のダンディズム 研究社出版 1996.4

## 翻訳
- ポウ詩論集 第1 工藤昭雄共訳 国文社 1959 (ピポー叢書)
- ハックスレイ・エッセイ集 全2冊 橋口稔共訳 現代教養文庫 1961-1962
- 失われた幼年時代 グレアム・グリーン 南雲堂 1962、新版1974
- 青春 コンラッド 世界青春文学名作選 学研 1964
- すんでしまったこと 悪い仲間 憑かれたひとびと アンガス・ウィルソン 世界文学大系 筑摩書房 1965
- 最後の一葉 オー・ヘンリー 世界青春文学名作選 学研 1965
- イーノック・アーデン テニスン 世界青春文学名作選 学研 1966
- ダッタン通信 ピーター・フレミング 西域探検紀行全集14 白水社 1968、再版1975
- 現代小説とは何か アンソニー・バージェス 竹内書店 1970
- 緑のこども ハーバート・リード 河出書房新社 1975
- 記憶の女神ムネモシュネ 文学と美術の相関関係 マリオ・プラーツ 美術出版社 1979.2
- 神・人・悪魔 八十のエッセイ グレアム・グリーン 「全集21」早川書房 1987.4
- しあわせな王子 オスカー・ワイルド ポプラ社 1988.12 (こども世界名作童話)
- 最後の言葉 グレアム・グリーン 早川書房 1992.9 - 短編12作品
- 象徴主義の文学運動 アーサー・シモンズ 冨山房百科文庫 1993.7
- ウォルター・ペイター全集2 鑑賞批評集 文体について 筑摩書房 2002.12